# Casa Zapolya
Casa Zapolya este un monument istoric aflat pe teritoriul municipiului Sebeș. În Repertoriul Arheologic Național, monumentul apare cu codul 1883.20.
Casa Zapolya este monument istoric datând din a doua jumătate a secolului al XV-lea, în acea vreme fiind un mic palat ce servea ca sediu Scaunului de Sebeș, Dietei Transilvaniei, mai târziu și ca reședință a voievozilor Provinciei. În 1581 și 1617 au avu